# Ragonà

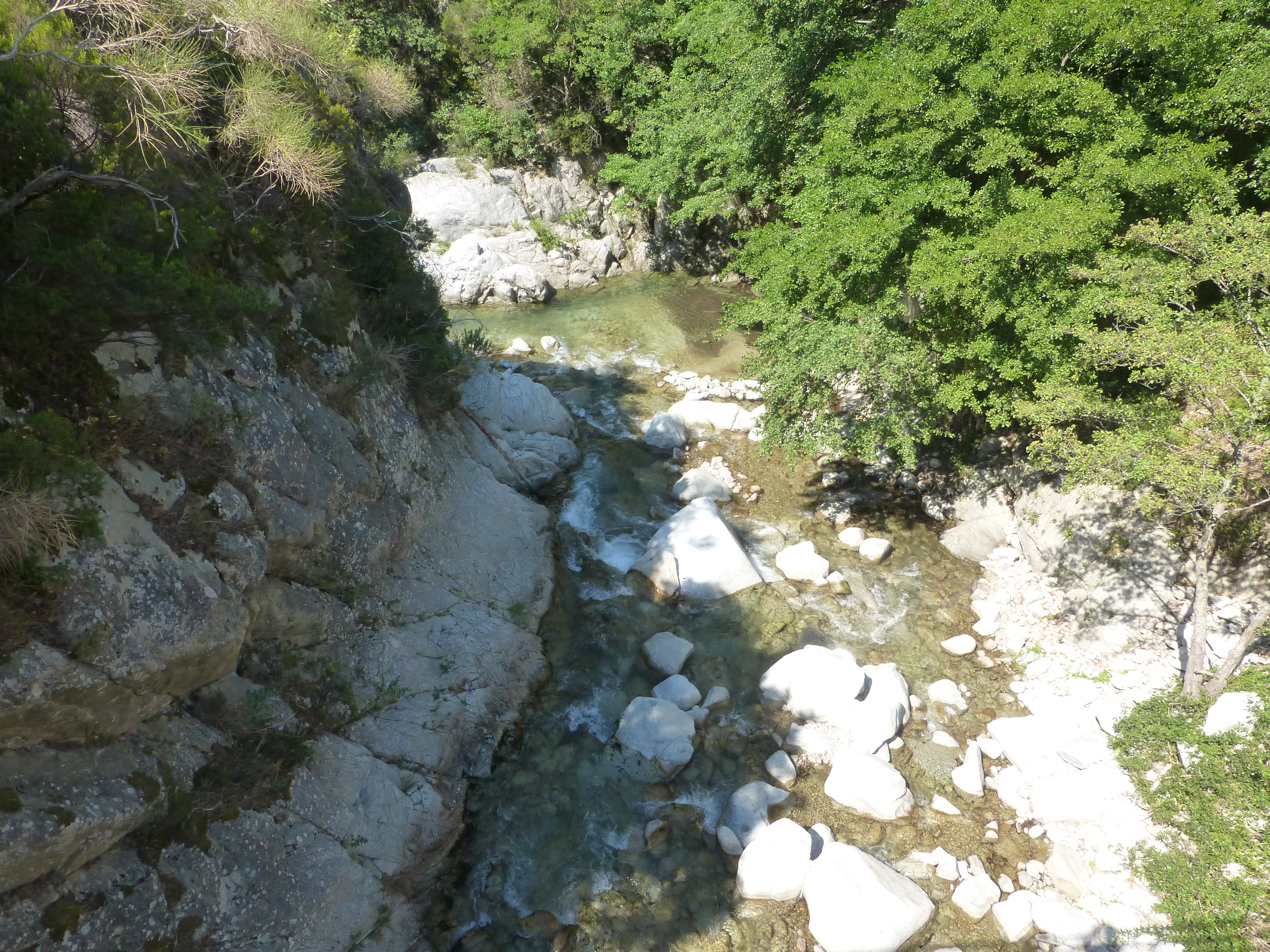
Fiumara Allaro dal ponte dI Ragonà

Ragonà è una frazione del Comune di Nardodipace, in provincia di Vibo Valentia, distante 3,49 km dal paese.
Nell'area di Ragonà scorre la parte alta della fiumara Allaro.
Fino al 1945 l'attività economica era di tipo agro-pastorale..

## Etimologia
Secondo il linguista John Trumper l'etimologia potrebbe derivare dal greco antico rάχon, rάχonas, in greco moderno rάχi: insieme di dorsali e potrebbe indicare un casale già presente in epoca medievale.

## Storia
Secondo una fonte locale l'abitato sarebbe sorto nella prima metà del '700, come Santo Todaro, Aguglia, Foca e Campoli, frazioni dei dintorni.
Nel 1901 quando Nardodipace diventa comune autonomo, distaccandosi da Fabrizia Ragonà e Santo Todaro seguono il suo destino.
Nel 1950 viene colpito da un alluvione, e venti anni più tardi tra il dicembre del 1972 ed il gennaio del 1973 si ripete.
Tra il 1978 ed il 1980 fu condotta una ricerca etnografica guidata da Luigi Lombardi Satriani che coinvolse la frazione insieme a Cassari e a Nardodipace.

## Galleria d'immagini

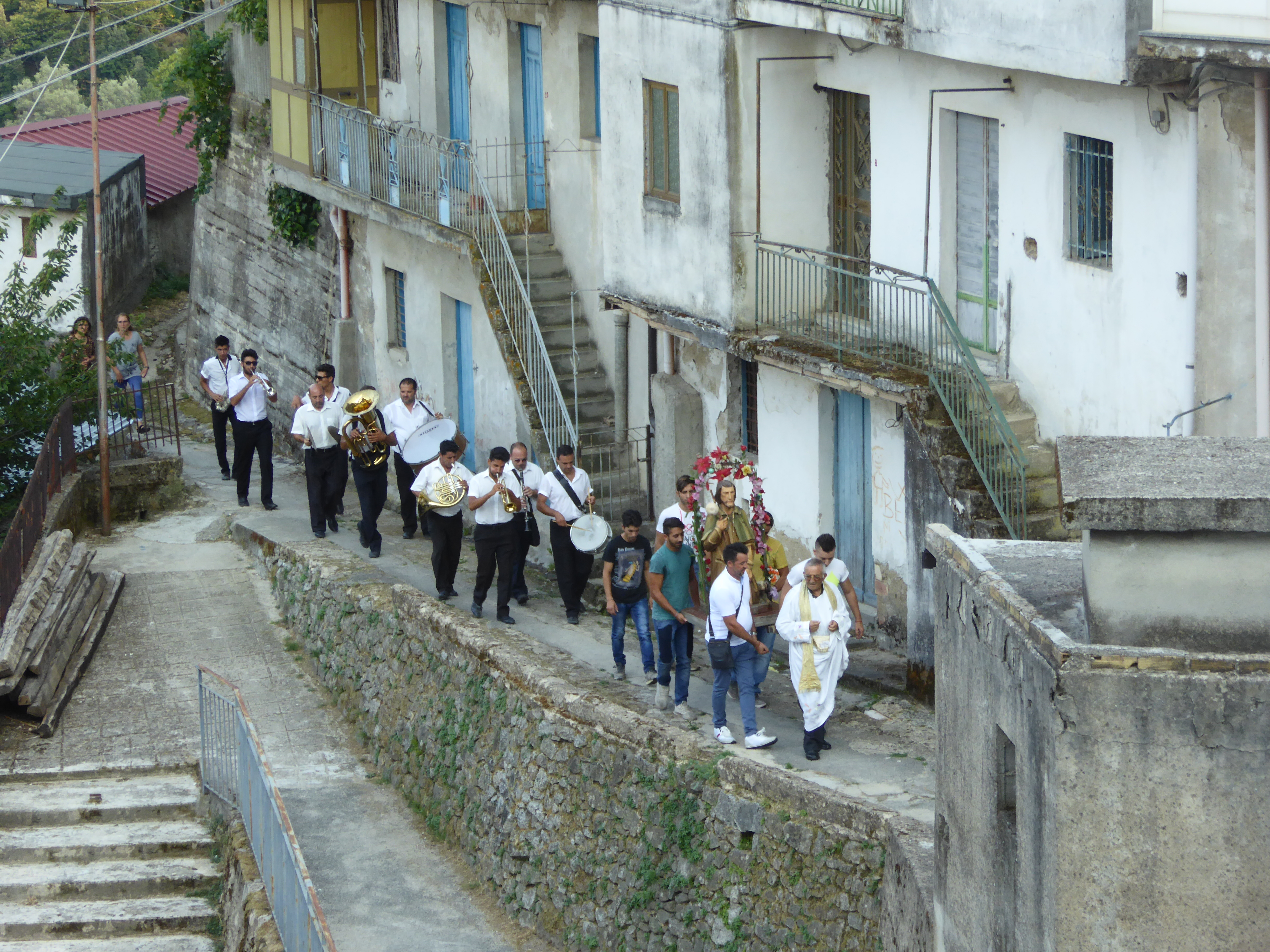
Festa di San Rocco a Ragonà - 16 Agosto 2017
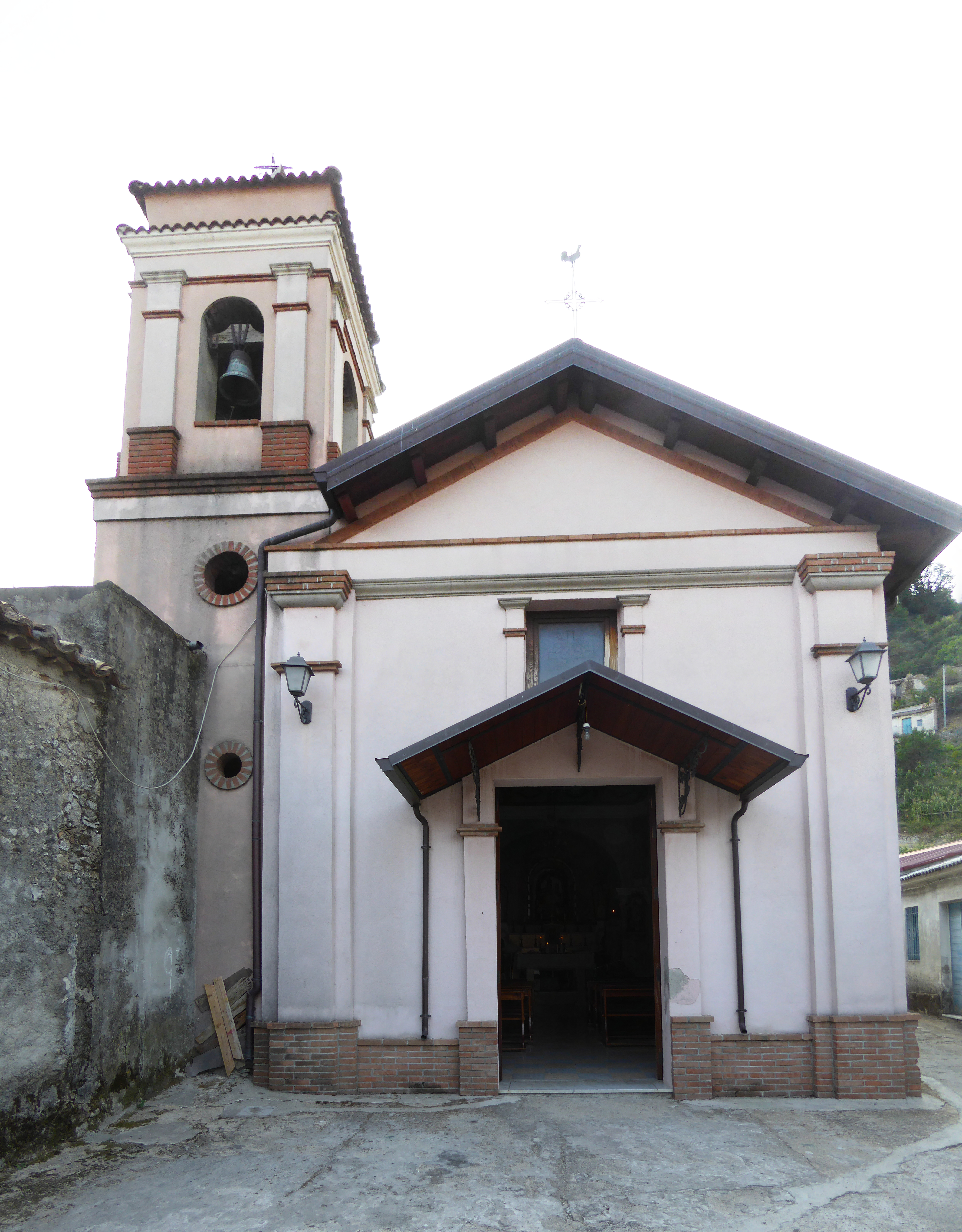
Chiesa della Madonna dei poveri di Ragonà - Agosto 2017
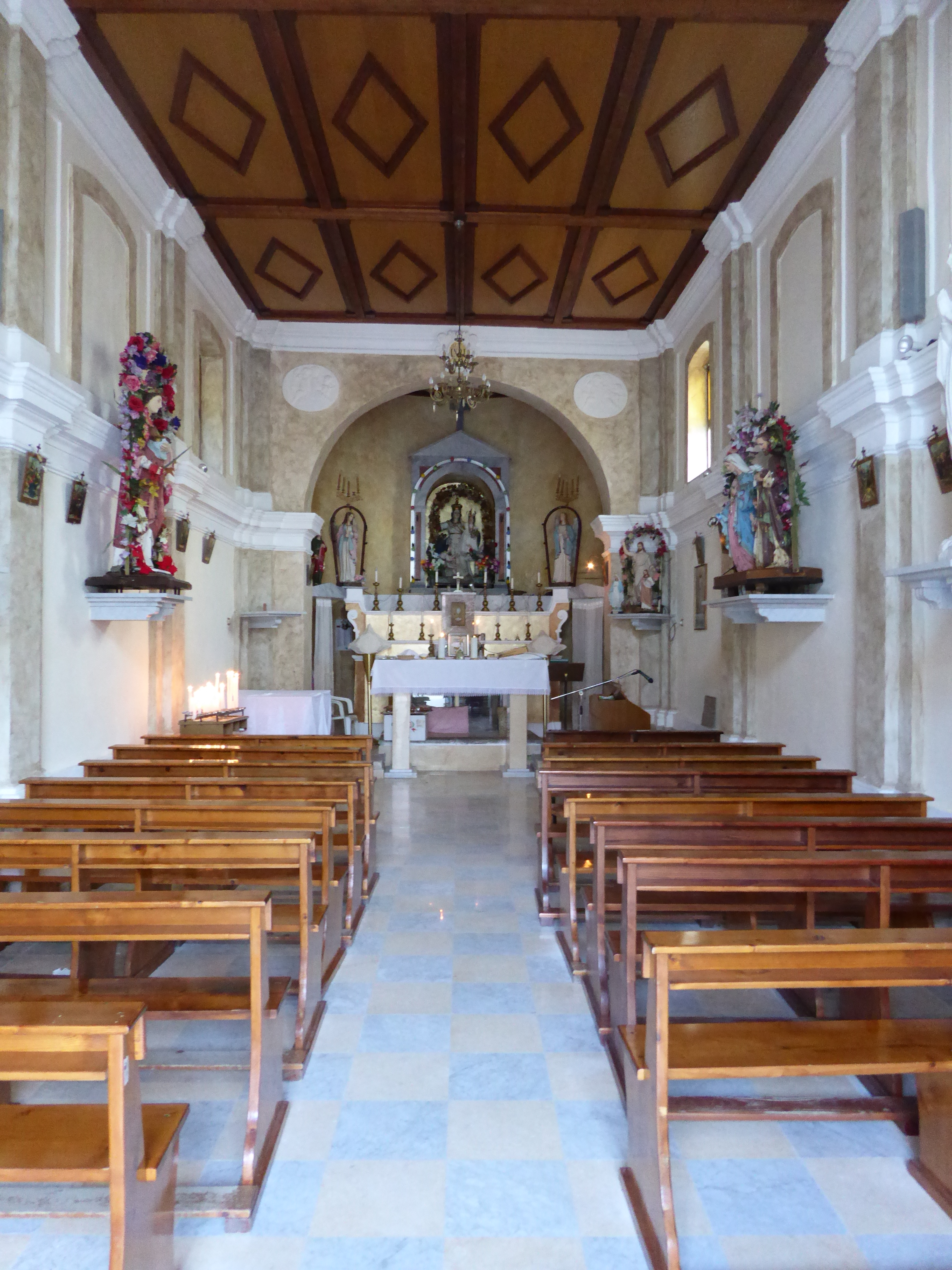
Interno della chiesa della Madonna dei poveri di Ragonà